# Станешти (Алба)
Станешти (рум. Stănești) насеље је у Румунији у округу Алба у општини Појана Вадулуј. Oпштина се налази на надморској висини од 1073 m.

## Становништво
Према подацима из 2002. године у насељу је живело 115 становника, од којих су сви румунске националности.